# きどりっこ
きどりっこは日本のテクノ・ポップバンド、1985年結成、1991年より活動休止。

## 概要
1985年1月、てんちゆみ、佐藤隆一、松前公高の3人で結成。
ボーカル・てんちゆみの破天荒なステージパフォーマンス、変拍子・ギミックを多用しながらも妙に歌謡曲を思わせる楽曲を緻密なテクノアレンジに乗せたそのサウンドとたたずまいは、当時のテクノシーン・ライブハウスシーンの中でも異彩を放っていた。
3枚のアルバム他、オムニバス・アルバムへの参加、無数のカセットテープ作品や自主制作ビデオを発表したが、1991年頃より活動休止。

## 来歴
1985年1月に結成、翌月に初ライブを行う。3月には深夜テレビ番組のグッドモーニングに出演。
1986年11月に「セレレガンスな愉しみ」をキャプテンレコードから発表するも音楽性の違いで翌月に松前が脱退。
翌年にはコンピレーションアルバム「子どもたちのcity」に参加、さらにセカンド「流行通信簿」を発表する。
1988年より「常夏姫」のレコーディングを開始し、1991年に発表するもメンバー間のトラブル(数ヶ月程口を利かなかったりなどのメンバー間の軋轢)と佐藤の帰郷に伴い活動休止。

## メンバー

### オリジナルメンバー
- てんちゆみ（ボーカル)：活動休止後は「純情部屋」というユニットを結成したが、こちらは記録があまり残っておらず詳細は不明。その後現在に至るまで消息不明。また、佐藤も自身のホームページ（現在は閉鎖済）にて音信不通である旨を書いている。時期によっては「あまつくみこ」や「黒木ちゆみ」の名義も使用していた。
- 佐藤隆一（キーボード・ギター・ベース・プログラミング・ボーカル)：活動休止後は「ぷるるん釘」を結成。しかしながら本人曰く「本職であるシステムエンジニアが多忙であり音楽活動には精を出せていない」とのこと。近況は不明。

### 旧メンバー
- 松前公高 (キーボード・プログラミング)：詳しくは松前公高を参照。ライブ時はステージ横でキーボードを弾いていた(時折、ミキサーを持ち込んでプログラミングした音源をミックスプレイも行っていた。)。

### サポートメンバー
- 小林まるく (ドラム・パーカッション）
- はっちゃき (ドラムス）
- 飯島丈治 (ギター)
- 松谷達矢 (ベース）
- 岸田千晶 (ドラム)
- 田辺健彦 (ドラム)
- 松本こぶ平 (ダンサー)
- 迎ヒサヨシ (ヴァイオリン)
- たなべありす (キーボード・コーラス）
- 横川理彦 (ヴァイオリン)
- ななきさとえ (ボーカル・コーラス）
- 光永巌 (ベース）
- 伊藤ヨタロウ（ボーカル・コーラス）
- 石野卓球 （ボーカル・キーボード・ミキサー）
- 大槻ケンヂ (ボーカル・コーラス)
- 大沢しで (コーラス・ダンサー）
- 黒川きりん （コーラス・ダンサー）
- 佐藤雅文 （ギター）
- 江戸一 （ダンサー）
- 西村哲也 （ギター）
- 後藤浩明 （キーボード）
- Yoshiko (ボーカル・コーラス）
- ミック宮川 (ドラム）
- 王選手 （ダンス）
- Nav Katze （コーラス）
- 泉水敏郎 （ドラム）
- 石嶋由美子 （ボーカル）
- まりりん (ボーカル）
- 冴島奈緒 (ボーカル・ダンス）
- 夏秋冬春 （ドラム）
- ライオンメリー (ピアノ）

## ディスコグラフィー

### 自主制作カセット
- 1985年4月　桃色金魚
- 1985年6月　百万両の音楽
- 1985年9月　玉手箱
- 1985年12月 からくりらんまん
- 1986年1月　Ｐ
- 1986年6月　百万両の音楽II
- 1986年　気分はパンポンピン
- 1989年1月　Mycom Maim Marionette
- 1990年4月　けろけろ
- 時期不明　Maniaic Complex

### スタジオ・アルバム
- 1986年10月 セレレガンスな愉しみ
- 1987年8月　流行通信簿
- 1991年8月　常夏姫

### コンピレーション・アルバム
- 1989年 きどりっこ
  - 「セレレガンスな愉しみ」「流行通信簿」をまとめてCD化したアルバム。

### 参加アルバム
1987年2月21日　子供たちのCity
- 「おくちがガーガー」

1987年12月　TOKYOメトロポリタン倶楽部
- 「TO NO」

1989年11月12日　サエキけんぞう Presents ハレはれナイト
- 「虹色仮面」